# 金英大
金 英大（キム・ヨンデ、朝鮮語: 김영대、1937年12月12日-）は、朝鮮民主主義人民共和国の政治家。最高人民会議常任委員会副委員長、朝鮮社会民主党中央委員会委員長などを歴任。同国指導部において珍しく朝鮮労働党以外の衛星政党の朝鮮社会民主党に属する。

## 経歴
1937年に日本統治下の咸鏡南道に生まれた。金日成総合大学卒業。1989年に朝鮮社会民主党中央委員会副委員長に選出され、翌1990年に最高人民会議第9期代議員に選出された。最高人民会議では資格審査委員会委員、外交委員会副委員長を務めた。1991年には祖国統一汎民族連合北側本部副議長に選出された。1998年には朝鮮社会民主党中央委員会委員長に選出された。2009年には最高人民会議常任委員会副委員長に選出された。2019年8月30日に開催された最高人民会議第14期第2回会議で常任委員会副委員長、党中央委員会委員長を解任された。

## 参考サイト
- 북한정보포털

| 先代金炳植 | 朝鮮社会民主党中央委員会委員長1998年 - 2019年 | 次代朴容日 |